# Opogona antiarcha
Opogona antiarcha är en fjärilsart som beskrevs av Edward Meyrick 1934. Opogona antiarcha ingår i släktet Opogona och familjen äkta malar. Inga underarter finns listade i Catalogue of Life.